# رينيه فاغنر
رينيه فاغنر (بالتشيكية: René Wagner)‏ (31 أكتوبر 1972 برنو التشيك - ) هو لاعب كرة قدم تشيكي يلعب كمهاجم.

## روابط خارجية
- رينيه فاغنر على موقع الاتحاد الدولي (مؤرشف)  (الإنجليزية)
- رينيه فاغنر على موقع الاتحاد التشيكي (الإنجليزية)
- رينيه فاغنر على موقع قاعدة بيانات كرة القدم.إي يو (الإنجليزية)
- رينيه فاغنر على موقع ناشيونال فوتبول تيمز (الإنجليزية)
- رينيه فاغنر على موقع عالم كرة القدم.نت (الإنجليزية)